# Orangerie

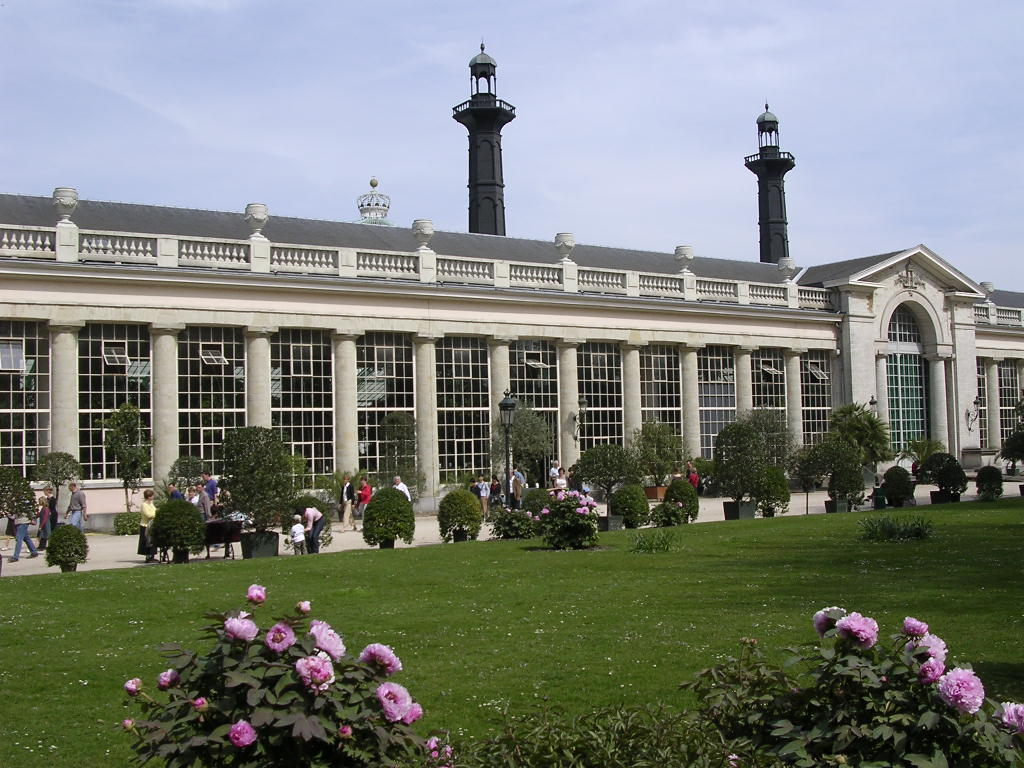
A orangerie do Castelo Real de Laken.

Orangerie era uma estrutura de jardim que teve as suas origens no Renascimento italiano. Nessa época, era frequente a existência dumas arcadas, sob as quais se plantavam laranjeiras, as quais ficavam protegidas do frio do Inverno, uma vez que a tecnologia de fabrico do vidro permitia criar grandes superfícies transparentes. A orangerie do Palácio do Louvre (1617) inspirou imitações que não foram eclipsadas antes do desenvolvimento das estufas modernas, na década de 1840. As orangerie eram um sinal de distinção nas residências aristocráticas durante os séculos XVII e XVIII.